# Дудников, Михаил Федотович
Дудников Михаил Федотович (20 ноября 1912, село Ивановка-II, Балашовский уезд, Саратовская губерния — 20 февраля 1944, дер. Кобыльщина, Озарический район, Полесская область) — участник Великой Отечественной войны, командир роты 1201 стрелкового полка  354 стрелковой Калинковичской дивизии 65-я армии 1-го Белорусского фронта, лейтенант.
Участник Жлобинского коммунистического подполья, партизанского движения (заместитель по разведке командира бригада им. Железняка) и освобождения Беларуси от немецко-фашистских захватчиков в годы Великой Отечественной войны.

## Биография
Родился 20 ноября 1912 года в многодетной крестьянской семье в селе Ивановка-II, (Балашовский уезд, Саратовская губерния). В период с 1931 по 1936 годы проходил обучение на геолого-почвенно-географическом факультете Саратовского государственного университета им. Н. Г. Чернышевского. После окончания университета, продолжил работать на кафедре почвоведения с 1937 по 1941 годы.
В первые дни Великой Отечественной войны ушёл на фронт добровольцем, с 27 июня 1941 года был назначен командиром взвода и воевал в составе 712 стрелкового полка 132 стрелковой дивизии 13-й армии на Брянском фронте. 12 августа 1941 года, будучи раненым в руку и ногу и находясь без сознания, М.Ф. Дудников оказался в плену и находился в концлагерях, расположенных в городах Рославль и Могилёв, где стал одним из организаторов антифашистского подполья.
21 декабря 1941 года М. Ф. Дудникову, в составе группы земляков-военнопленных из г. Саратова, удалось организовать побег и добраться до г. Жлобина в Беларуси. В дальнейшем, с декабря 1941 года по май 1943 года, М. Ф. Дудников принимал самое активное участие в деятельности Жлобинского партийно-комсомольского подполья Гомельской области в составе группы военнослужащих под руководством военврача В. Н. Лобанова.  О деятельности подпольщиков из группы Лобанова известно, что они оказывали медицинскую помощь населению, военнопленным, передавали медикаменты и перевязочные материалы партизанам. Подпольщикам удавалось прятать в больнице бывших  военнопленных, а затем переправлять их в партизанский отряд. Они принимали сводки Совинформбюро, выпускали листовки, расклеивали их по городу, устно рассказывали людям правду о ситуации на фронтах и вели подготовку к более эффективным действиям, собирали оружие, боеприпасы, запасались медикаментами.
С 22 мая 1943 в партизанской бригады им. Железняка, заместитель командира бригады по разведке. При его непосредственном участии до 18 ноября 1943 года партизаны подорвали 11 паровозов, 8 эшелонов с живой силой и техникой противника на железной дороге Жлобин–Бобруйск, уничтожили телефонно-телеграфную связь длиной 6 км, разрушили 6 мостов на шоссейных дорогах, сожгли 2 укрепленных казармы.
За боевые действия в составе партизанской бригады М. Ф. Дудников был представлен к Правительственной награде – ордену Красной Звезды. До сих пор об этой награде ничего не известно, награда так и не нашла своего Героя…
26 ноября 1943 года партизанская бригада им. Железняка воссоединилась с регулярными частями Красной Армии и народные мстители влились в её ряды.

Партизан бригады «Железняк» Гомельской области бывший аспирант Саратовского государственного университета М. Ф. Дудников с мая по сентябрь 1943 г. подорвал 11 эшелонов врага— Советская интеллигенция в партизанском движении в Беларуси 1941-1944 гг. / В. И. Кузьменко, А. Ф. Юденков. - Навука ì тэхнìка, 1991. - 116 с. - стр. 79
Февраль 1944 года в белорусском Полесье сопровождался тяжелыми боями, многие населенные пункты по нескольку раз переходили из рук в руки. Так было и с деревней Кобыльщина. 20 февраля 1944 года батальон, в состав которого входила рота лейтенанта М. Ф. Дудникова, попытался с ходу ворваться в село, но враг превратил населенный пункт в остров огня. Подняв солдат в атаку, лейтенант Дудников погиб. После освобождения села М.Ф. Дудников был похоронен со всеми воинскими почестями вместе со многими товарищами  в братской могиле в д. Полесье Светлогорского района, Гомельская область, Республика Беларусь.

## Семья
- Отец — Федот Иванович Дудников (1887—1968), участник 1-й Мировой войны, ранен в 1915 г.
- Мать — Прасковья Васильевна Дудникова (Илясова)(1890—1992), происходила из семьи крепких хозяйственников[16].
- Сёстры — Александра (1911—1998), Валентина (1923—1982).
- Жена — Наталья Павловна Степная, урождённая  Недоноскова (04.06.1914—22.03.2002), дочь штабс-капитана, орденоносца, участника 1-й Мировой войны Павла Степного (Недоноскова), племянница депутата Государственной думы I созыва В. В. Недоноскова и архитектора Н. В. Степного[17][18][19]. В браке родилась дочь — Галина Михайловна Миллер, урождённая Степная (26.07.1940 года рождения)[20].

- Члены семьи
- Федот и Прасковья Дудниковы, 1912 г.
- Михаил Дудников с женой Натальей и дочерью Галочкой, 25.06.1941 г.